# Sympetrum illotum
La libélula cardenal (Sympetrum illotum) pertenece a la familia de las libélulas rayadoras (Libellulidae), tiene una distribución relativamente amplia y dentro de su territorio es localmente común, incluyendo la ocurrencia dentro de áreas naturales protegidas 1. Esta especie se observa por lo regular perchada en la punta de ramas, pastos y otros tipos de vegetación 2.

## Clasificación y descripción de la especie
El género Sympetrum se compone de 60 especies, 22 de las cuales se distribuyen en el nuevo mundo, este grupo se distribuye principalmente en las zonas templadas del norte (Holártico) y la mayoría vuelan durante el verano tardío y el otoño 3. S. illotum tiene la cara café claro, esta se vuelve rojo brillante en machos maduros; el tórax es café con manchas laterales blancas; las alas tienen marcas basales de color café oscuro que se extienden por el área subcostal, al menos hasta la primera vena antenodal; el abdomen es rojo amarronado oscuro 2.

## Distribución de la especie
Canadá (British Columbia); Costa Rica; El Salvador; Guatemala; Honduras; México (Baja California Sur, Chiapas, Colima, Durango, Guerrero, Hidalgo, Jalisco, México Distrito Federal, Estado de México, Michoacán, Morelos, Nayarit, Oaxaca, Puebla, Querétaro, Sonora, Tlaxcala, Veracruz); Nicaragua; Panamá; E.U.A. (California, Idaho, Nevada, Nuevo México, Oregon, Texas, Washington) 1.

## Hábitat
Habita lagos y estanques, incluso algunos muy pequeños como estanques artificiales en jardines. También es común en remansos de arroyos rocosos. A menudo se encuentra en los mismos sitios de reproducción donde se está S. corruptum, aunque a diferencia de esa especie rara vez es visto lejos del agua 1.

## Estado de conservación
Se considera como especie de preocupación menor en la lista roja de la IUCN 1.